# Pirole verdâtre
Pyrola chlorantha
Espèce
Classification APG III (2009)
La pirole verdâtre, encore appelée pirole à fleurs verdâtres  (Pyrola chlorantha), est une espèce de plante à fleurs du genre Pyrola et de la famille des Ericaceae (anciennement, des Pyrolaceae).

## Description
C'est une plante herbacée.

## Répartition
L'espèce est trouvée en Eurasie et au Canada et aux États-Unis en Amérique du Nord. Elle est présente aussi au Québec et à Saint-Pierre-et-Miquelon.

## Statut
Cette espèce est protégée dans plusieurs régions de France, notamment en Alsace et en Champagne-Ardenne (voir INPN).
En Suisse, elle figure sur la liste rouge des plantes.